# Hermonassa emodicola
Hermonassa emodicola là một loài bướm đêm trong họ Noctuidae.